# Handlar'n

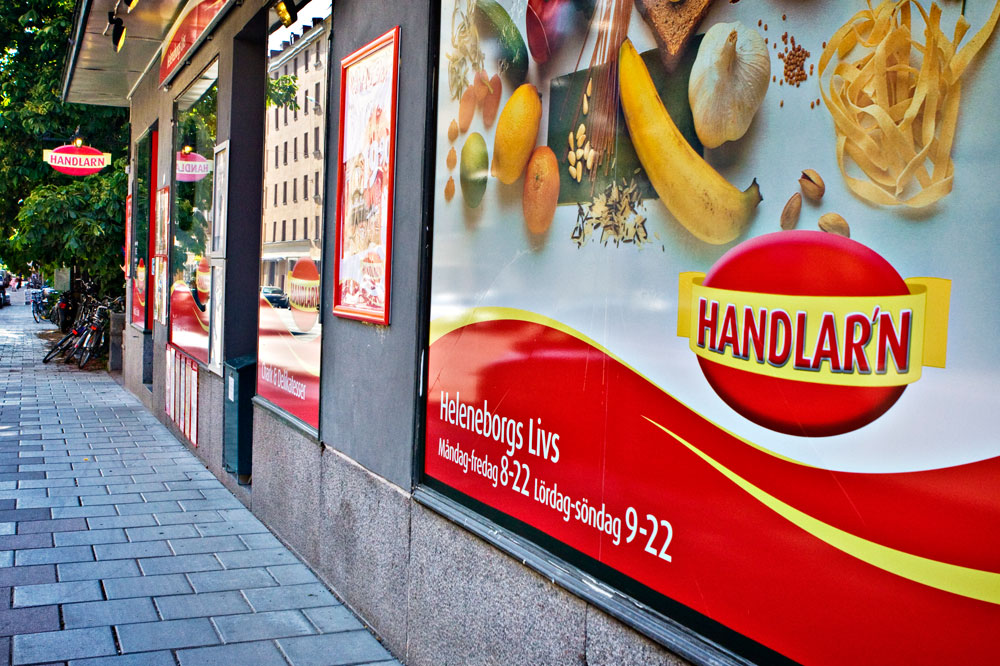
En Handlar'n-butik på Södermalm i Stockholm.

Handlar'n är en svensk rikstäckande franchisekedja. Kedjans målgrupp är köpstarka och närboende stamkunder. Butikerna är oftast lite mindre och lokalt anpassade. Handlar'n har mer än 240 butiker i landet.
Handlar'n är en del av Dagab Inköp & Logistik AB, som i sin tur ägs av Axfood.